# Ancohuma
Ancohuma is de op twee na hoogste berg van Bolivia (na Sajama en Illimani) en is 6.427 meter hoog. Hij is gelegen in het noordelijke deel van Cordillera Real, een bergketen in de Andes, ten oosten van het Titicacameer. Hij ligt vlak bij het dorpje Sorata.

## Beklimmingen
De eerste beklimming van de berg was op 11 juni 1919 door Rudolf Dienst en Adolf Schulze. Zij beklommen de berg via de zuidwestwand. Andere klimroutes bevinden zich op de noordwestwand en de westwand.